# 白马镇 (郸城县)
白马镇，是中华人民共和国河南省周口市郸城县下辖的一个乡镇级行政单位。

## 行政区划
白马镇下辖以下地区：
白马村、张珍村、前寨村、大孙庄村、刘楼村、桥口村、张胖店村、后寨村、周李村、耐中村、大周村、仵店村、韩庄村、闫寨村、陈堂村、齐楼村、大刁村、刁楼村、洼李村、郝李村、郝老村、仵庄村、李庄村、小王楼村、大王楼村、胡寨村、高庄村、左庄村、连庄村、杨庄村、程庄村、于各村、张庄村、犁铧村和老牙店村。